# Obón
Obón es una localidad y municipio español de la provincia de Teruel (Aragón). Pertenece a la comarca de las Cuencas Mineras. La villa de Obón está situada en el Sistema Ibérico, en el valle del río Martín.

## Geografía
Está situado en la huerta del río Martín, junto a la confluencia del río Martín y el río Cabra y al sur del embalse de Cueva Foradada.

## Historia
En la Cueva de los Huesos se encuentra un yacimiento paleontológico con fauna del Pleistoceno medio.
Hay tres conjuntos de arte rupestre levantino: El Hocino de Chornas, El Cerrao y La Coquinera.
La primera mención de Obón es en 1177 como Ovonciello en un texto que hace referencia a la Comunidad de Teruel y su repoblación. En 1179 existe otra mención, como Ovon, cuando Alfonso II da la villa de Alcañiz a la Orden de Calatrava, con límite en el río Martín quedando Ovon fuera del territorio calatravo. En 1247 la Villa de Obón y su castillo son donados por Jaime I de Aragón a Peregrín de Atrosillo. Posteriormente la villa perteneció a Rodrigo Jiménez de Luna, Teresa Sánchez de Huerta y Fernando López de Luna, en 1401. Finalmente, Don Juan López de Luna, hijo mayor de Fernando López de Luna, la vendió a  Berenguer de Bardaxí hacia 1420 perteneciendo desde entonces a la familia Bardaxí.
Existen datos de población desde 1489 cuando había 38 fuegos. El máximo fue en 1902 que había 1202 habitantes.

## Demografía
Obón cuenta con una población de 31 habitantes (INE 2024).
| Gráfica de evolución demográfica de Obón entre 1842 y 2021                                                          |
| |
| Población de derecho según los censos de población del INE Población de hecho según los censos de población del INE |

## Administración y política
| Período             | Alcalde                                          | Partido |  |
| ------------------- | ------------------------------------------------ | ------- |  |
| 1979-1983           | José Villuendas Comín                            | UCD     |  |
| 1983-1987           | Miguel Villuendas Martín                         | PSOE    |  |
| 1987-1991           | Miguel Villuendas Martín                         | PSOE    |  |
| 1991-1995           | Miguel Villuendas Martín                         | PSOE    |  |
| 1995-1999           | Miguel Villuendas Martín                         | PSOE    |  |
| 1999-2003           | Miguel Villuendas Martín                         | PSOE    |  |
| 2003-2007           | Miguel Villuendas Martín                         | PSOE    |  |
| 2007-2011           | Miguel Villuendas Martín                         | PSOE    |  |
| 2011-2012 2012-2019 | Miguel Villuendas Martín José Luis Molina Martín | PSOE    |  |
| 2019-actual         | José Ángel Villuendas Morales                    | PAR     |  |

| Partido político    | Partido político                                   | 2003   | 2007   | 2011   | 2015   |
| Partido político    | Partido político                                   | Ediles | Ediles | Ediles | Ediles |
|                     | Partido Aragonés (PAR)                             | —      | —      | —      | 2      |
|                     | Partido de los Socialistas de Aragón (PSOE-Aragón) | 1      | 1      | 1      | 1      |
|                     | Federación de Independientes de Aragón (FIA)       | —      | —      | —      | —      |
|                     | Partido Popular de Aragón (PP)                     | —      | —      | —      | —      |
|                     | Chunta Aragonesista (CHA)                          | —      | —      | —      | —      |
| Total de concejales | Total de concejales                                | 1      | 1      | 1      | 3      |

## Fiestas
La fiesta mayor se celebra el 15 de agosto en honor de la Virgen de la Asunción. También cabe destacar la celebración el día 17 de enero de San Antón con su tradicional hoguera.

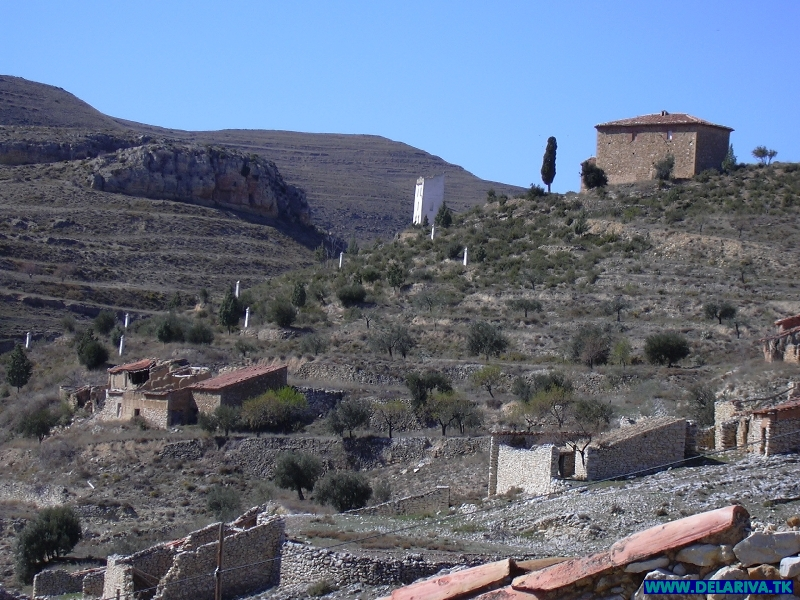
El calvario de Obón

## Véase también

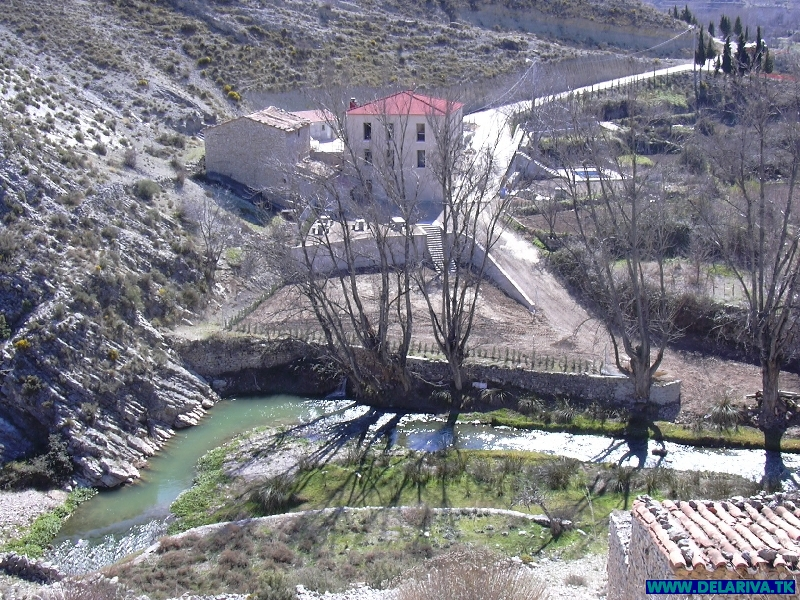
El albergue junto a las piscinas y el río